# ナタリー・アズーレ
ナタリー・アズーレ（仏：Nathalie Azoulai、1966年9月9日 - ）は、ナンテール生まれのフランス人作家である。
主な小説に Titus n'aimait pas Bérénice（ティトゥスはベレニスを愛していなかった）、La Fille parfaite （完璧な娘）がある。

## 略歴
エジプトに起源を有する亡命家族の中で育つ。
サンクルー高等師範学校（Ecole normale supérieure de Saint-Cloud/Fontenay-aux-Roses、現在のリヨン高等師範学校） で学ぶ。1985年に現代文学のアグレガシオン（教師資格）を取得。しばらく教鞭をとった後、出版界に転身する。
2002年、編集者として働きながら、Édition du Seuilから処女作 Mère agitée（揺れ動く母親）を出版。彼女の文章は非常に個人的な体験に基づいている。2004年には、自伝的小説C’est l’histoire d’une femme qui a un frère（一人の兄弟がいるある女性の物語）を発表。
2015年に出版された著書 Titus n'aimait pas Bérénice は大きな成功を収めた。フランスの主要な文学賞であるメディシス賞を受賞した。
2020年、母娘の絆を描いた小説で、京都のヴィラ九条山を受賞。しかし、COVIDの影響で京都滞在が延期に。なお、2020年のフランスでの監禁（confinement）期間中、映画批評家のセルジュ・トゥビアナ（仏：Serge Toubiana、1949年-）と、小津安二郎（1903年-1963年）の主要映画作品を鑑賞し、その感想をメールで交換しあうという一種の書簡体形式による映画批評の取り組みに乗り出す。このメールのやりとりは、2021年に 「小津と私たち」（Ozu et nous）の出版につながった。
2022年に出版された著書 La fille parfaite でラ・ポンシュ賞、エヴォック賞を受賞した。ヴァージニア・ウルフのダロウェイ夫人の新訳の著者でもある。
2023年春、彼女は京都のヴィラ九条山でのレジデンス・プログラムを完了させることができた。コンピュータのコーダーの世界に捧げる新しいプロジェクト Python に取り組む。

## 著書
- Mère agitée（揺れ動く母親）, éditions du Seuil, 2002
- C'est l'histoire d'une femme qui a un frère（一人の兄弟がいるある女性の物語）, éd. du Seuil, 2004
- Les Manifestations（マニフェスタシオン）, éd. du Seuil, 2005
- Une ardeur insensée（気のふれた熱情）, éditions Flammarion, 2009
- Les filles ont grandi（娘たちは大人になった）, éd. Flammarion, 2010
- Mad Men, un art de vivre (essai)（マッド・メン、生きることの技術）, éditions La Martinière, 2011
- Titus n'aimait pas Bérénice（ティトゥスはベレニスを愛していなかった）, P.O.L, 2015 –メディシス賞受賞2015
- J'aime pas mes cheveux !（自分の髪が大嫌い！）, Albin Michel jeunesse, 2017
- Les Spectateurs（見物人たち）, P.O.L, 2018
- En découdre（いさかい）, P.O.L, 2019
- Clic-clac（クリック・クラック）, P.O.L, 2019
- Juvenia（ジュヴェニア）, Stock, 2020
- Mrs Dalloway, nouvelle traduction（新訳ダロウェイ夫人）, P.O.L, 2021
- Ozu et nous （小津と私たち）, Arléa, 2021 co-écrit avec Serge Toubiana
- La Fille parfaite（完璧な娘）, P.O.L, 2022